# El Avispón Verde
El Avispón Verde es un personaje ficticio creado por George W. Trendle y Fran Striker, para un programa de radio en los Estados Unidos de la década de 1930, que posteriormente tuvo desarrollo en otros medios; entre ellos, cine serial, televisión e historietas.

## Características
Aunque en cada versión cambian diversos detalles del personaje, en general, se trata de un héroe enmascarado que combate al crimen, haciéndose él mismo pasar por un criminal e infiltrándose en las redes criminales y cuya verdadera identidad es Britt Reid, quien es editor del periódico Daily Sentinel. El Avispón Verde es acompañado por su ayudante enmascarado Kato (interpretado en la serie para televisión de los 60 por Bruce Lee), y se asiste de un vehículo blindado, un Chrysler Imperial modificado con accesorios tecnológicos futuristas llamado Black Beauty (Betsabé en la versión en español), así como de otros artefactos especiales. Tanto el Avispón como Kato poseen grandes habilidades en combate cuerpo a cuerpo, siendo el último de ellos un hábil luchador de artes marciales.
Originalmente al personaje se le nombró El Avispón pero después se le cambió el nombre por el de Avispón Verde con fines de mercadotecnia. El color verde se eligió porque los avispones verdes tienen fama de ser más agresivos. El personaje fue concebido emparentándosele al Llanero Solitario (cuya identidad era John Reid) como sobrino nieto de aquel, lo que se entiende dado que los creadores de ambos personajes son los mismos.

## Lista de episodios de TV (26)
01. El arma silenciosa
02. Denle suficiente cuerda
03. Señalado para morir
04. La ola del crimen
05. La rana es un arma mortal
06. Comer, beber y morir
07. Los bellos durmientes, parte 1
08. Los bellos durmientes parte 2
09. El rayo mortal
10. La logia de la mantis
11. Los cazadores y la presa
12. La muerte acecha
13. El secreto del Sally Bell
14. Vía rápida hacia la muerte
15. El mejor puede perder
16. El Avispón y el incendiario
17. Búsquenlo y destrúyanlo
18. El cadáver del año, parte 1
19. El cadáver del año, parte 2
20. Policías deshonestos
21. El as tapado
22. Los Problemas del Príncipe
23. La bufanda
24. Avispón, sálvate tú mismo
25. Invasión extraterrestre, parte 1
26. Invasión extraterrestre, parte 2

## Protagonistas
- Van Williams: Britt Reid/El Avispón Verde.

- Bruce Lee: Kato.

- Wende Wagner: Leonore "Casey" Case.

- Lloyd Gough: Michael "Mike" Axford.

- Walter Brooke: el Fiscal Frank P. Scanlon.

## Desarrollo comocomic book
La editorial estadounidense Dynamite Comics, que ha adaptado varias historietas relacionadas con personajes de ficción derivadas de la TV y el cine, ha llevado una versión diferente del personaje, adaptando nuevas historias, nuevos personajes y a un Kato femenino, incluidos los orígenes de la época de los años 30 y era moderna.

## En otros medios

### Televisión
Williams y Lee como Avispón Verde y Kato aparecieron como antihéroes en la segunda temporada de la serie de televisión Batman de los años 60, en los episodios de dos partes "A Piece of the Action" y "Batman's Satisfaction". El episodio termina con Robin preguntando si Avispón Verde era realmente un buen tipo o un mal tipo; incluso Batman mismo no estaba seguro. A diferencia de la versión "camp" de Batman, esta versión de The Green Hornet se rodó en un tono más en serio.

### Adaptación cinematográfica
En 2011 se estrenó la película El Avispón Verde, dirigida por Michel Gondry y protagonizada por Seth Rogen, Jay Chou, Cristoph Waltz y Cameron Diaz.